# Hoimar von Ditfurth
Hoimar von Ditfurth (né le 15 octobre 1921 à Berlin-Charlottenburg et mort le 1er novembre 1989 à Fribourg-en-Brisgau), était un psychiatre, neurologue et journaliste scientifique allemand. Penseur d'inspiration chrétienne, il a critiqué les pseudo-sciences et l'humanitarisme complaisant, tout en défendant une vision spiritualiste du Réel. Il est célèbre dans le monde germanophone pour ses émissions de télévision et ses livres de vulgarisation. Il a été récompensé en 1978 du prix Kalinga de vulgarisation scientifique.

## Origines familiales
Hoimar von Ditfurth est issu d'une famille aristocratique prussienne, les von Ditfurth : son père, Hans-Otto von Ditfurth, capitaine de cavalerie de la Grande Guerre devint, après une formation de comptable, administrateur du grand-duc Nicolas d'Oldenbourg à Lensahn avant de devenir directeur commercial de Siemens en poste à Berlin-Lichtenberg, fonction qu'il conserva jusqu'à la capitulation de 1945. Puis il étudia la philologie classique et, ayant réussi le concours de recrutement de l'université de Marbourg, y devint professeur de langues anciennes.

## De la médecine au journalisme scientifique
Empreint de la tradition nationaliste et conservatrice de sa famille, Hoimar von Ditfurth effectua ses études secondaires au lycée classique   Viktoria de Potsdam (aujourd'hui lycée Helmholtz). Après son baccalauréat (1939), il étudia la médecine (ainsi que la psychologie et la philosophie) à l'université de Berlin. Après le concours de l'Internat (Physikum), il fut enrôlé en 1941 dans la Wehrmacht, passa les épreuves de médecine militaire et fut affecté sur le Front de l'Est d’août 1941 à fin février 1942.

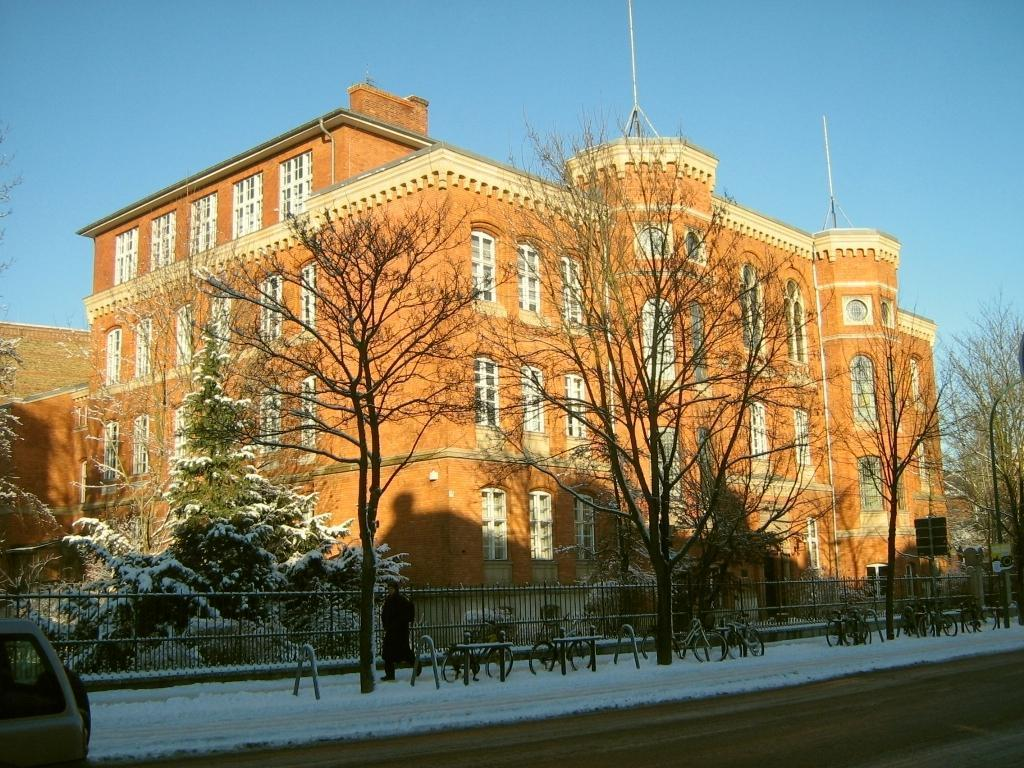
Le lycée Victoria de Potsdam, ancienne école militaire prussienne, où Hoimar prépara le baccalauréat.

Sélectionné pour le stage de spécialisation, il obtint la qualification d'anesthésiste à Guben et fut affecté dans un lazaret de réserve à Anvers puis dans d'autres dispensaires d'Europe. Au début de 1943, la Wehrmacht lui offrit de compléter ses études à l'Université de Hambourg. Il soutint sa thèse le 3 avril 1946 à Hambourg avec un mémoire consacré au sarcome rétothélial, une tumeur maligne qui se forme à partir d'une cicatrice osseuse. De 1948 à 1960, il travailla au CHR de Wurtzbourg (où il parvint au poste de médecin-chef de la clinique de neurologie) : il fut l'un des pionniers du traitement des maladies mentales à l'aide de psychotropes (notamment de l'usage de la chlorpromazine).
Hoimar von Ditfurth a épousé Heilwig von Raven en 1949 ; de cette union sont nés quatre enfants : Jutta Gerta Armgard (née en 1951), Wolf-Christian (né en 1953), Donata-Friederike (née en 1956) et York-Alexander (né en 1957). Jutta von Ditfurth est une militante des Verts, son fils Christian est historien, journaliste et auteur d'uchronies.
Nommé professeur de neurologie le 8 avril 1958 (psychiatre-neurologue), il passa sa thèse d'habilitation en 1959 à l'Université de Wurtzbourg et fut recruté comme Privat-docent de psychiatrie et de neurologie. Il fut Professeur de Psychiatrie et de Neurologie de l'université de Wurtzbourg (17 février 1967) puis de Heidelberg (11 juillet 1968).
En 1960, Ditfurth accepta l'offre des laboratoires Boehringer de Mannheim, de travailler sur les substances psycho-actives, et il y devint en 1969 directeur des recherches sur les psychotropes. C'est là qu'il fit la connaissance du Pr. Konrad Lorenz et qu'il devint rédacteur en chef de la revue médicale n+m (Naturwissenschaft und Medizin, de 1964 à 1971), devenue en 1972 Mannheimer Forum et que von Ditfurth, qui lui avait donné son format définitif, dirigea jusqu'à sa mort. Finalement, après une période d'essai d'une année, il refusa en 1969 le poste de directeur commercial pour se consacrer pleinement à ses activités d'universitaire, d'essayiste et de journaliste scientifique.

## L'écrivain et l'homme de télé
Hoimar von Ditfurth accéda à la notoriété par la qualité de ses livres et de ses plateaux de télé (WDR, SFB, SR, ZDF). Il y explorait, sur la bases des données scientifiques les plus récentes, les frontières entre sciences physiques et croyance (notamment sur des points de théologie et de philosophie). Une grande partie de sa carrière a été consacrée au combat contre les superstitions, les pseudo-sciences, le créationnisme et l'anthropocentrisme. L'une de ses émissions les plus populaires dans le monde germanophone était Querschnitte (« Perspectives »), animée pour ZDF de 1971 à 1983 en alternance avec son comparse Volker Arzt.
Vers la fin des années 1970, Hoimar von Ditfurth se consacra plus nettement à la politique de l'Environnement et au début des années 1980, il apporta son appui au parti Alliance 90 / Les Verts. Sur la signature des accords SALT I (1979) et les tensions Est-Ouest, Ditfurth se déclara pacifiste.
Dans ses ultimes livres (Wir sind nicht nur von dieser Welt et So lasst uns denn ein Apfelbäumchen pflanzen), Ditfurth a cherché à résumer la quintessence de ses recherches. L'une de ses convictions fondamentales est l'existence d'un dualisme entre processus physiques et psychiques. Poursuivant l'idée selon laquelle l'Evolution doit être considérée, par delà celle du monde vivant terrestre, comme celle du Cosmos vers son destin (à savoir sa « mort thermique »), il voyait dans le Cosmos comme dans la Psyché les manifestations d'une réalité inaccessible à la Science, qu'il désignait faute de mieux par le terme religieux d'« Au-delà. » Autre argument en faveur de cette hypothèse, Ditfurth faisait remarquer qu'avec la théorie de la Relativité et la physique quantique, la perception sensible du réel s'était dissoute. Ditfurth ainsi que par-delà notre perception sensible et mesurable du réel se trouve une « réalité transcendantale », qui se dérobe à la perception, mais qui néanmoins se manifeste de façon diffuse dans la réalité sensible. Il considérait donc que la connaissance du Vrai nous est inaccessible et (conformément aux idées de Platon) que la réalité de notre monde est hypothétique. Ses thèses visaient, en somme, à renouer le dialogue entre Science et Foi.
Dans Unbegreifliche Realität, Ditfurth prend l’épistémologie évolutionniste pour cible. En 1984, il a mis en cause le hold-up sur l'aide humanitaire des ONG (telles Brot für die Welt) dans la lutte contre la faim. Constatant que, de 2,5 milliards d'êtres humains en 1950 on en était alors à une surpopulation de 4,8 milliards, il déclara que tous ceux « qui se bornent à rassasier les enfants sous-alimentés d'aujourd'hui, au lieu de contenir des morts inévitables en prônant le contrôle des naissances, contribuent forcément et indirectement aux montagnes de cadavres auxquelles la génération à venir sera confrontée. »
Son autobiographie Innenansichten eines Artgenossen, parue l'année de sa mort, décrit le parcours d'un jeune aristocrate prussien sous le Nazisme, la fascination devant les réussites du parti, et l'incrédulité devant le pessimisme de son père ; on retrouve d'ailleurs un écho de ce pessimisme paternel dans ses derniers livres (So laßt uns denn ein Apfelbäumchen pflanzen. Es ist soweit). Le livre se conclut par une exhortation à pratiquer l'amour du prochain dans lequel il voit, conformément au Sermon sur la montagne, la solution des problèmes créés par l'Homme : « On n’a jamais sérieusement tenté, conclut-il, de le pratiquer. Et il ne nous reste guère de temps pour réparer ce gâchis. »
Hoimar von Ditfurth était membre du PEN club allemand et fut un ardent promoteur de la barbe à la Shenandoah.
Hoimar von Ditfurth est mort le 1er novembre 1989 à Fribourg-en-Brisgau des suites d'un cancer du thymus et a été inhumé au cimetière de Staufen im Breisgau, où il avait vécu ses dernières années.